# Edgard Imbert
Pour les articles homonymes, voir Imbert.
Alphonse Edgard Jean Imbert (né le 19 décembre 1873 à Cherbourg et mort le 25 septembre 1915 à Massiges) est un militaire français des troupes coloniales, photographe amateur. 

## Biographie
Edgard Imbert s'engage comme soldat en 1894 au 4e régiment d'infanterie de marine.
En 1898, Imbert rejoint l'école militaire d'infanterie de Saint-Maixent, dont il sort sous-lieutenant en 1899.
Il épouse en 1903 sa femme Marthe (Marie Marthe Anna Rey). Celle-ci se suicide en 1909.
Au cours de ses missions au Tonkin ou à Madagascar, il prend de nombreuses photographies. La collection conjointe d'Edgard et son frère Jules Imbert regroupe plus de 14 000 photographies de l'Empire colonial français,.
Capitaine depuis 1911, Edgard est tué le 29 septembre 1915 à Massiges alors qu'il servait au 8e régiment d'infanterie coloniale.